# 三世 (日系人)
三世（さんせい）とは、北アメリカや南アメリカ、オセアニアなどで使われた、日本から各々の国に移住した日本人（日系人）の第三世代を表す日本語である。彼らの子供達は「四世」、孫達は「五世」と称される。

## 各国の実情
最初に行われた日本人の組織的移住は、1897年に35人がメキシコへ渡った「榎本移民」とされているが、特に多くの日本人移民並びにその子孫が住んでいるのはブラジル・アメリカ合衆国・カナダ・ペルーとされている。

### ブラジル

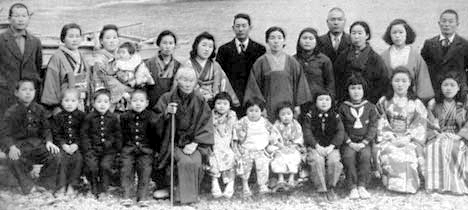
1908年に笠戸丸に乗ってブラジルに到着した初の日本人移民

ブラジルでは、日系人以外のブラジル人と結婚して生まれた者も含めると、約150万人にも及ぶ日系人がいると言われ、世界で最も多い日系人の人口を有しており、その多くがブラジル社会において要職を占めるようになっている。

### アメリカ

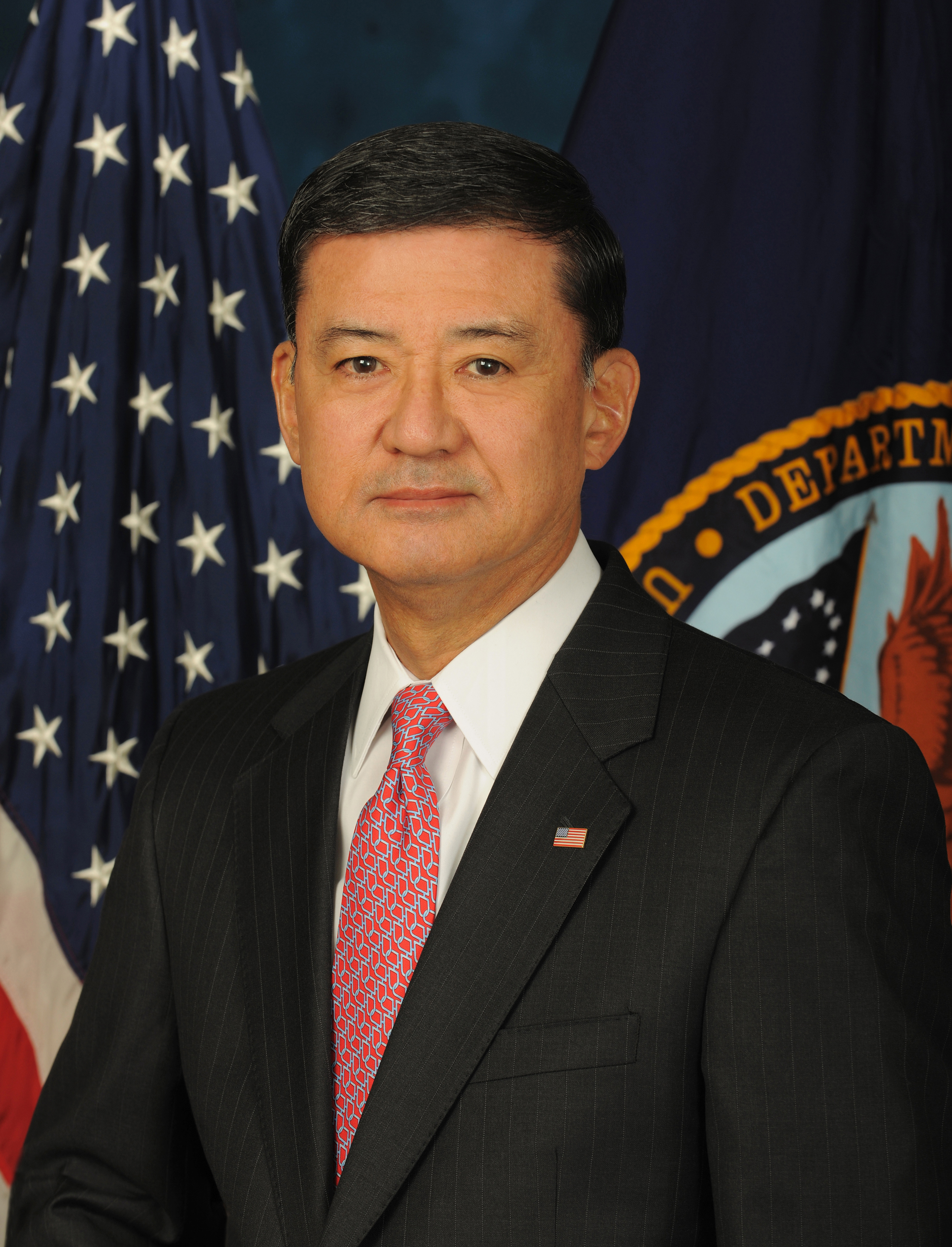
エリック・シンセキ退役軍人長官

アメリカにおける大部分の三世は、第二次世界大戦後のベビーブームの際に生まれた。しかし、大戦期に西海岸に在住していた年長の三世達は、大統領令9066号の発令に伴い、両親や祖父母とともに強制的に立ち退かされ、内陸部の強制収容所に抑留された。アメリカとカナダにおける三世達は、戦時下における強制収用への謝罪と賠償を求める運動において、精力的に活動し続け、最終的に政府から謝罪と賠償を勝ち取るに至った。若干の意識において、三世達は「内に秘めた」アメリカ人である彼らの両親と自身の「文字通り」のアメリカ人というアイデンティティの間でジレンマを感じていた。
アメリカにおける代表的な三世は、第34代陸軍参謀総長と第7代退役軍人長官を務め、アジア系アメリカ人として初めて四つ星の大将にまで昇進したことでも知られている、エリック・シンセキであると言われている。

## 文化

### 世代
日系人コミュニティでは、それぞれの世代を示し、区別するために、日本の数字と世代を表す「世」を組み合わせて、「一世（Issei）」「二世（Nisei）」「三世（Sansei）」「四世（Yonsei）」「五世（Gosei）」といった用語が使われている。一世・二世・三世は、権利や性、日本への帰属意識、宗教的信条並びに儀式、その他重要な事柄において、明確に異なる姿勢を示している。彼らが戦時下における強制立ち退きと抑留に直面していた時代は、彼らの経験や態度、および行動様式におけるこれらの変化を説明するうえで、最も重要な要素の一つである。
「日系（Nikkei）」という単語は、社会学者の多国籍グループによって考案されたもので、その範囲は世界中に住む当該国の国籍を持ち、かつ日本人の血を引く全ての人間を含んでいるとされている。一世と二世の中でも上の世代の者の集合的記憶は、1870年から1911年にかけての明治時代の日本のイメージであり、それは後から来た移民達が自分達より遅く去った日本に対するイメージとは明確に対照をなすものだった。双方の日本への異なる姿勢や社会的価値観は、しばしば両者の間に摩擦を生じさせ、第二次世界大戦後も双方の溝が埋まることはなかった。
1988年8月10日に、レーガン大統領が「市民の自由法」（通称：日系アメリカ人補償法）に署名してからは、北米の日系人社会では二世と彼らの親並びに子供達の間で、自身の帰属意識や非日系人への適応のやり方に対して、大きな変化が見られるようになった。
現在、イギリスにはロンドンを主として10万人を超える日系イギリス人が現在いるが、世界の各地で見られる日系人のようなものではなく、イギリス人は伝統的に日本人社会を一世、二世、三世というように総括した呼び方はしていない。

#### 三世
日本を出身とする移民の第三世代は、「三世（sansei）」と呼ばれている。二世を親とする彼らは、その大多数が1945年以降に生まれている。彼らは、英語やポルトガル語、スペイン語など現地の公用語を第一言語として話し、各々の国の社会に完全に同化することとなった。基準や価値観などのメンタリティーの部分においても、現地のものと見解を同じくする傾向を持つ。日本語を解する者は少数しか存在せず、自身のアイデンティティを日本にではなく、各々が生まれ育ったアメリカやブラジルなどに求める傾向がある。三世の間では、非日系人との婚姻が進み、その率はアメリカでは50%、ブラジルでは64%となっている。